# Genaro Castillo
Genaro Castillo Martinez (Monterrey, Nuevo León, 25 de mayo de 1993), es un futbolista mexicano que juega como delantero y actualmente milita en Club de Cuervos de la Américas Kings League.

## Trayectoria

### Fútbol
Surgido de las fuerzas básicas de los Tigres UANL, debutó como profesional en la Liga MX en 2014, gracias a que el entrenador Ricardo Ferretti quiso probar sus habilidades como jugador.
Posteriormente jugaría en varios clubes de las categorías del ascenso mexicano, sin conseguir hacer su retorno a la competición más importante del fútbol profesional de su país.
En marzo de 2021 se sumó como refuerzo al Antigua GFC de la Liga Nacional de Fútbol de Guatemala. Tras colaborar en la salvación de su equipo del descenso, abandonó el club.

#### Clubes
| Club               | País      | Año         |
| ------------------ | --------- | ----------- |
| Tigres UANL        | México    | 2014 - 2016 |
| Tampico Madero     | México    | 2016 - 2017 |
| Tuxtla Fútbol Club | México    | 2017 - 2018 |
| Pioneros de Cancún | México    | 2018 - 2020 |
| Antigua GFC        | Guatemala | 2021        |

### Fútbol rápido y fútbol 7
En 2022 cambió de modalidad deportiva y se incorporó al Monterrey Flash, un equipo de fútbol rápido afiliado a la Major Arena Soccer League. En esa competición se destacó por su juego, llegando a ser reconocido como el MVP de la temporada 2023-24.
En julio de 2024 los Empire Strykers de Ontario, California, intentaron ficharlo como jugador franquicia para sustituir a Marco Fabián, pero por haberle sido negada su visa de trabajo finalmente no pudo incorporarse al equipo. Convertido en agente libre, terminó el año jugando para el Club de Cuervos de la Américas Kings League, un torneo profesional de fútbol 7. Al año siguiente pasó a las filas de Chamos FC en la misma liga, guiando a su equipo a la obtención del título del primer split de 2025.